# Punji

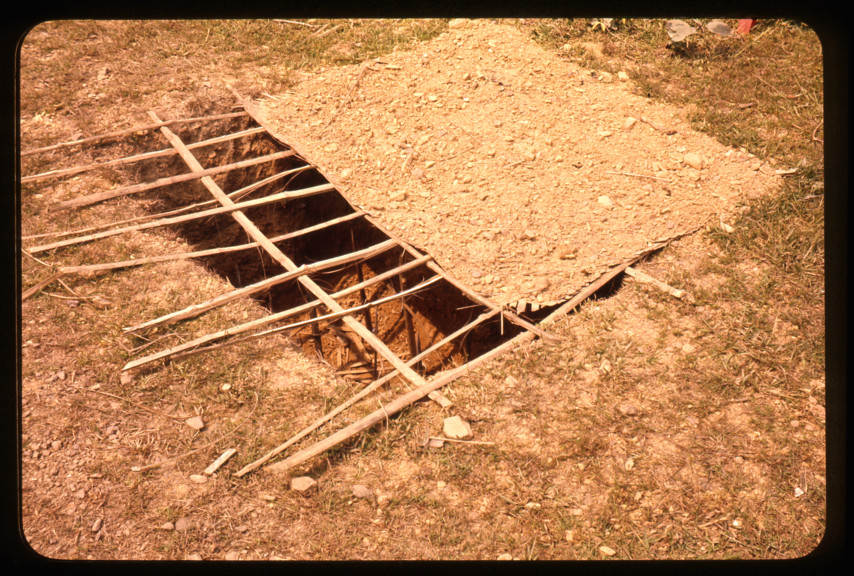
Zamaskowane punji w czasie wojny wietnamskiej

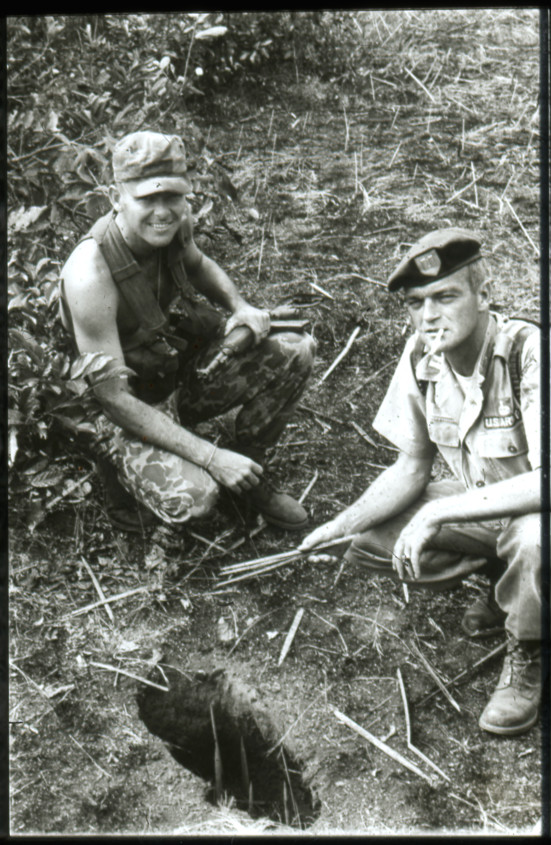
Amerykańscy specjalsi z wykrytymi punji podczas wojny wietnamskiej

Punji – osadzony w dole prosty, naostrzony patyk lub pal wykonany z drewna lub bambusa, wykorzystywany jako pułapka między innymi w czasie wojny wietnamskiej. Słowo „punji” pochodzi najprawdopodobniej z języków tybeto-birmańskich.

## Opis
Punji umieszczano w znacznych ilościach, w miejscach w których spodziewano się wroga. Maskowano je przez naturalne zarośla, uprawy, trawę lub podobne materiały. Często włączano je do różnego rodzaju pułapek jak na przykład wilcze doły, do których wpadał żołnierz.
Czasami wykopywano dół z punji po bokach skierowanymi w dół pod kątem. Żołnierz wpadający do dołu nie był w stanie wyciągnąć nogi bez wyrządzenia sobie poważnych obrażeń, które mógł spowodować upadek do przodu, gdy noga znajdowała się w wąskim, pionowym dole wyłożonym punji. Takie doły wymagały czasu i ostrożności, aby wyciągnąć nogę żołnierza, unieruchamiając oddział dłużej niż w przypadku zwykłego przebicia stopy. Dodatkowo punji powlekano trucizną z roślin, zwierzęcym jadem lub ludzkim kałem, powodując zakażenie lub zatrucie ofiary po przekłuciu punji, nawet jeśli sama rana nie zagrażała życiu.
Punji wykorzystywano także do przygotowania zasadzek. Żołnierze lub partyzanci czekający na przejście wroga rozstawiali punji na obszarze, w którym można było oczekiwać, że zaskoczony wróg ukryje się, skacząc w poszukiwaniu osłony i potencjalnie przebijając się. Punkt penetracji znajdował się zwykle w okolicy stopy lub podudzia. Celem punji nie było zabicie osoby która na nie nadepnęła, ale zranienie wroga i w efekcie spowolnienie lub zatrzymanie jego oddziału, podczas gdy ofiara była ewakuowana do placówki medycznej.